# Астрономічна обсерваторія Київського університету
Астрономічна обсерваторія Київського університету по вул. Обсерваторній, 3 у місті Києві була заснована в 1845 році. Організатор і перший директор — Василь Федорович Федоров.

## Історія
| |  |  |
| Ювілейна монета НБУ присвячена 165-річчю Астрономічній обсерваторії Київського національного університету |  |  |

Спершу планувалося розмістити університетську обсерваторію в приміщенні головного корпусу університету (про що свідчать наявні архітектурні проекти будівлі), однак пізніше вирішили побудувати для неї окрему будівлю. Це завдання знову довірили Вікентію Беретті, за чиїм проектом вона і була побудована в 1841—1845 роках і офіційно відкрита 7 лютого 1845 року.
Головна будівля обсерваторії побудована в спрощеному стилі пізнього класицизму, має форму восьмигранної башти.
Головний вхід до обсерваторії спрямований на південь. З західного боку будівлі, розташована зала за меридіаном з відкритою терасою, на яку виставлялися переносні астрономічні інструменти. Чотири несправжні колони з рельєфним орнаментом, сходи з поруччями зроблені з чавуну, пічка обкладено черепицею з ліпними прикрасами збережені в центральному холі обсерваторії. Архітектурний комплекс обсерваторії був частково перебудований в 1860—1890 роках. Лабораторії, будинки, павільйони для нових телескопів були побудовані в 1946—1960 роках.

## Сучасність
Зараз обсерваторія займає близько 2,6 гектарів території в історичній частині Києва. Головна будівля, павільйон з меридіанним колом, павільйон з горизонтальним сонячним телескопом, три цегляні павільйони, лабораторії, житлові приміщення розмішені на території університетської обсерваторії.
Астрономічний музей заслуговує окремої уваги. Музей має близько 20 тисяч експонатів пов'язаних з наукою, технікою і краєзнавчими пам'ятками. Тут також є три старі астрономічні інструменти, такі як:
- переносний телескоп, зроблений Ертелем (Ertel) в 1838 році;
- астограф, зроблений Репсольдом (Repsold)в 1895 році;
- меридіанне коло, зроблене Репсольдом (Repsold) в 1870 році.

Статус Університетської обсерваторії:
- 1 червня 1979 року, Декретом № 442 Ради Міністрів Української СРСР головна будівля обсерваторії була включена в Національний реєстр пам'яток історії та культури, як архітектурна пам'ятка національного значення.

- 1 лютого 2007 Експертна рада Державної служби охорони культурної спадщини визнала університетську обсерваторію пам'яткою науки і техніки. У 2008 році вона внесена в попередній список Світової Спадщини ЮНЕСКО.

## Керівники обсерваторії
1. Федоров Василь Федорович (1845—1855)
2. Шидловський Андрій Петрович (1856—1869)
3. Хандриков Митрофан Федорович (1869—1901)
4. Фоґель Роберт Пилипович (1901—1920)
5. Чорний Сергій Данилович (1920—1939)
6. Всехсвятський Сергій Костянтинович (1939—1941, 1943—1953)
7. Соколов Юрій Дмитрович (1941—1943)
8. Богородський Олександр Федорович (1953—1972)
9. Романчук Павло Родіонович (1972—1987)
10. Тельнюк-Адамчук Володимир Володимирович (1987—2001)
11. Гнатик Богдан Іванович (2001—2004)
12. Єфіменко Володимир Михайлович (2004)